# لورا ديفيز
لورا ديفيز هي لاعبة كمال أجسام كندية، ولدت في 23 يوليو 1960.